# Anolis microlepidotus
Anolis microlepidotus е вид влечуго от семейство Dactyloidae. Видът е незастрашен от изчезване.

## Разпространение
Разпространен е в Мексико.

## Описание
Популацията на вида е стабилна.